# Ренді Ньюман
Рендалл Стюарт «Ренді» Ньюман (англ. Randall Stuart «Randy» Newman; нар. 28 листопада 1943) — американський співак, аранжувальник, кінокомпозитор і піаніст.

## Біографія
Ньюман народився в 1943 році в Лос-Анджелесі в єврейській родині. Своє дитинство провів у Новому Орлеані, штат Луїзіана. Закінчив Каліфорнійський університет в Лос-Анджелесі.
Свій перший музичний сингл під назвою «Golden Gridiron Boy», Ньюман випустив в 1961 році. Однак його перша робота зазнала невдачі і він зосередився на написанні пісень для виконавців. У 1968 році музикант випустив свій дебютний альбом «Randy Newman». Інший його альбом, «Sail Away» (1972), досяг 163-ї позиції в чарті Billboard, а заголовна пісня з нього згодом увійшла до репертуару багатьох музикантів, у тому числі Рея Чарльза і Лінди Ронстадт.
У 1971 році Ньюман написав музику для сатиричної комедії Нормана Ліра «Ломка». Також його саундтрек звучить у таких диснеївських мультиплікаційних фільмах, як «Історія іграшок», «Пригоди Фліка», «Історія іграшок 2», «Історія іграшок 3» і «Корпорація монстрів». Ньюман є володарем двох Оскарів — за композицію «If I didn't Have You» («Корпорація монстрів») у 2002 році і «We Belong Together» («Історія іграшок: Велика втеча») в 2011. У своїй колекції нагород Ньюман має також чотири премії «Греммі», дві «Еммі» і три «Енні». У 2002 році він також був включений в Зал слави Поетів-піснярів.

## Дискографія

### Альбоми
- 1968 — Randy Newman
- 1970 — 12 Songs
- 1971 — Randy Newman Live
- 1972 — Sail Away
- 1974 — Good Old Boys
- 1977 — Little Criminals
- 1979 — Born Again
- 1983 — Trouble in Paradise
- 1988 — Land of Dreams
- 1993 — Randy Newman's Faust
- 1999 — Bad Love
- 2008 — Harps and Angels
- 2017 — Dark Matter

### Саундтреки
- 1971 — Ломка
- 1981 — Регтайм
- 1984 — Самородок
- 1986 — Три аміго
- 1989 — Батьківство
- 1990 — Авалон
- 1990 — Пробудження
- 1994 — Меверік
- 1994 — Газета
- 1995 — Історія іграшок
- 1996 — Джеймс і гігантський персик
- 1996 — Майкл
- 1997 — Коти не танцюють
- 1998 — Пригоди Фліка
- 1998 — Плезантвіль
- 1999 — Історія іграшок 2
- 2000 — Знайомство з батьками
- 2001 — Корпорація монстрів
- 2003 — Фаворит
- 2004 — Знайомство з Факерами
- 2004 — Детектив Монк (серіал)
- 2006 — Тачки
- 2008 — Кохання поза правилами
- 2009 — Принцеса і жаба
- 2010 — Історія іграшок 3
- 2013 — Університет монстрів